# Cumbre Mundial sobre Desarrollo Social
La Cumbre Mundial sobre Desarrollo Social fue una conferencia celebrada en Copenhague del 6 al 12 de marzo de 1995. Su objetivo era "establecer un marco centrado en las personas para el desarrollo social, construir una cultura de cooperación y asociación y responder a lo inmediato necesidades de los más afectados por la angustia humana".
Las Organizaciones cuyos representantes se dirigieron a la cumbre incluyeron Banco Grameen, Soroptimist International y Rotary International.